# ایلمتال
ایلمتال (به آلمانی: Ilmtal) یک شهر در آلمان است که در ایلم-کرایس واقع شده‌است. ایلمتال ۴٬۰۴۸ نفر جمعیت دارد.